# Guerra castellano-aragonesa de 1429-1430

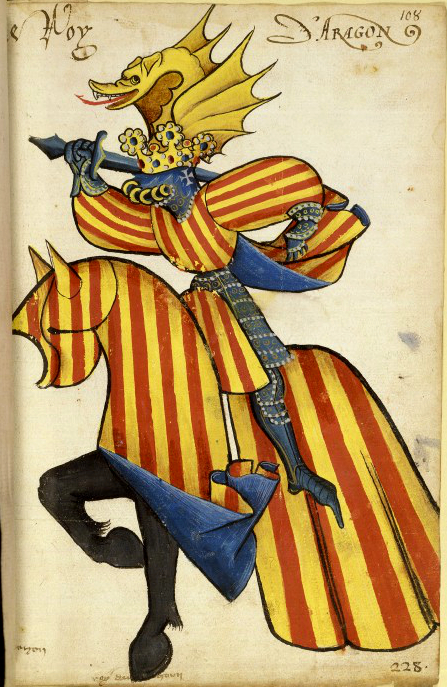
Representación heráldica ecuestre del rey de Aragón («Le Roy d’Aragon») Alfonso V el Magnánimo con el señal real en sobreveste y gualdrapas del caballo en el Armorial ecuestre del Toison d'Or. París, Bibliothèque de l’Arsénal, ms. 4790, f. 108r, miniatura n.º 228.

La guerra castellano-aragonesa de 1429-1430 enfrentó al rey de la Corona de Castilla Juan II ―alentado por su valido don Álvaro de Luna― con el rey de la Corona de Aragón Alfonso el Magnánimo, quien, con sus huestes y las de su hermano el rey consorte de Navarra el infante don Juan, entró en el reino de Castilla y León en defensa de las posesiones de la familia ―los infantes de Aragón― ante la amenaza del incumplimiento de lo acordado en el Tratado de Torre de Arciel de 1425. Las hostilidades se iniciaron oficialmente el 24 de junio de 1429, con la declaración de guerra del rey castellano Juan II, y finalizaron con la firma de las treguas de Majano de julio de 1430, que supusieron el reconocimiento de la derrota por parte de los reyes de Aragón y de Navarra. En virtud de lo acordado los infantes de Aragón, incluido el rey consorte de Navarra, perdieron todas las «tierras e vasallos» que poseían en Castilla, excepto unos pocos castillos. Sin embargo, la paz definitiva no se alcanzaría hasta la firma de la Concordia de Toledo en septiembre de 1436.
Según el historiador Jaume Vicens Vives, «el responsable del conflicto de 1429 fue el condestable don Álvaro de Luna. Ello ya lo vio claramente el padre Mariana, aunque luego lo procurara desmentir la historiografía nacionalista castellana del siglo XIX. Convencido don Álvaro de que era preciso terminar con el partido aragonés en Castilla, dispuso su acción de tal manera, que, haciendo inevitable la guerra, pudiera culpar de ello a sus rivales y reunir a su alrededor a la mayor parte de los magnates castellanos, a los cuales pensaba dar satisfacción distribuyendo entre ellos el cuantioso botín de las posesiones de [los infantes] don Juan y don Enrique».

## Antecedentes
Tras la firma del tratado de Torre de Arciel de 1425 que supuso un triunfo para los infantes de Aragón frente al rey Juan II y su valido don Álvaro de Luna, una parte de la alta nobleza castellana se unió en torno a los infantes para hacer frente a don Álvaro y a su política de reforzamiento de la monarquía castellano-leonesa. Así acudió a Tarazona el comendador de Otos para, además de felicitar al infante de Aragón don Enrique por su reciente liberación en virtud de lo acordado en Torre de Arciel, llevarle sendas cartas de los maestres de la Orden de Alcántara y de la Orden de Calatrava en las que solicitaban su apoyo y el de su hermano don Juan, rey consorte de Navarra, «contra algunos de quien el rey más fiaba, especialmente contra el condestable don Álvaro de Luna». Esta propuesta fue bien recibida por los infantes y el 4 de noviembre de 1426 se firmaba en Orcilla, un poblado cercano a Medina del Campo, una alianza, a la que más tarde se adherirían otros nobles castellanos, para «que en el regimiento del reyno y en el consejo y casa del rey de Castilla no estuviesen ni fuesen empleadas otras personas, sino las que por el rey de Castilla, con consejo y voluntad expresa del rey de Aragón y del rey de Navarra y de los infantes sus hermanos y de aquellos dos grandes [Pedro Manrique y Pedro de Velasco], fuessen puestos». Para presionar al rey Juan II el infante don Enrique movilizó sus huestes desde Ocaña, junto con las de los maestres de Alcántara y de Calatrava, para dirigirse primero a Zamora, donde en aquel momento se encontraba la corte castellana, y luego a Valladolid, donde se instaló en agosto de 1427 junto a su hermano el rey de Navarra. Allí se les unieron los grandes castellanos que habían firmado la alianza firmada en Orcilla y todos ellos le exigieron al rey que desterrara de la corte a don Álvaro de Luna. La presión hizo efecto y el 5 de septiembre de 1427 Juan II ordenaba el destierro de don Álvaro y de sus partidarios durante año y medio. Al día siguiente don Álvaro partía para Ayllón.
Sin embargo, el destierro de don Álvaro solo duró cinco de meses y el 6 de febrero de 1428 ya estaba de vuelta en la corte ―fue recibido clamorosamente en Segovia― ante las divisiones que habían surgido en la facción que encabezaban los infantes de Aragón lo que les había impedido llevar la gobernación del reino castellano-leonés. Pocos meses después, el 21 de junio, el rey Juan II ordenaba a los infantes de Aragón don Enrique y don Juan que abandonaran la corte: al primero para que se dirigiera a la frontera con el Reino nazarí de Granada; al segundo para que volviera al Reino de Navarra, pues «non era honra de ningún rey, que otro rey alguno, por muy cercano e debdo que fuese, ficiese morada nin estoviese en otro reino».
Dos meses antes de la orden de que volviera a Navarra, don Juan y el rey Juan II habían firmado el 12 de abril en Tordesillas un pacto de alianza y paz perpetua entre las coronas de Castilla, de Aragón y de Navarra, pero poco después Juan II se mostró reacio a concertar lo acordado en Tordesillas. «Alongábalo el rey porque no le placía dello», escribe un cronista. Según el historiador Jaume Vicens Vives, detrás de la postura de Juan II estaba don Álvaro de Luna, «cuyo retorno a la corte incluía, sin duda, un plan para destrozar el partido aragonés en Castilla». Este se concretó, según este mismo historiador, en la formación de un ejército que pudiera imponerse al de los infantes de Aragón, para lo que el rey Juan II consiguió que las Cortes de Castilla reunidas en Illescas en enero de 1429 aprobaran un tributo de cuarenta millones de maravedíes con el pretexto de atacar al reino nazarí de Granada.
Los planes militares castellanos inquietaron a los reyes de Navarra y de Aragón que los interpretaron como el paso previo para revocar lo acordado en el Tratado de Torre de Arciel. Así que el rey aragonés Alfonso el Magnánimo se negó a ratificar la concordia firmada en Tordesillas porque según comunicó a un embajador castellano, «acá en el regno [de Castilla] le habían errado en algunas cosas». Por su parte el infante de Aragón don Juan, rey consorte de Navarra, manifestó a una embajada castellana «algunas quejas que tenía de algunas cosas que se ficieran e ordenaran por el rey, después de que él partiera».

## La guerra

Escudo de armas adoptado por el rey Juan II de Castilla.

Hacia el 15 de marzo de 1429 se reunieron en Tudela los reyes de Aragón y de Navarra, don Alfonso y don Juan. Al parecer en la reunión solo trataron de la forma de atraerse para su causa a destacados miembros de la alta nobleza castellana, pero la noticia que llegó a la corte de Juan II fue que lo que habían acordado era entrar en Castilla con sus huestes sin esperar el permiso del rey. La respuesta de Juan II fue formar rápidamente un ejército compuesto por 2.000 hombres para que se trasladara a la frontera y enviar una embajada a los reyes de Aragón y de Navarra para prohibirles que entraran en su reino. A continuación el ejército real castellano atacó las posesiones de don Juan en Castilla y las de sus partidarios. El 29 de mayo tomaba Portillo, un lugar bajo el señorío del conde de Castro, y más tarde ocupaba Medina del Campo, Olmedo y Cuéllar. El 25 de junio iniciaba el sitio de Peñafiel y el 27 era rendido por su defensor el conde de Castro. Tres días antes, el 24 de junio, el rey castellano Juan II le había declarado la guerra a los reyes de Aragón y de Navarra. Detrás de esta decisión de nuevo se encontraba el valido don Álvaro de Luna, quien en el momento en que el rey castellano vaciló proponiéndose «buscar buenamente la paz en los comienzos» le aconsejó «que acorriese a lo que era más, es a saber, a embargar la entrada de los reyes e que enviase a él con la gente de armas que luego se pudiese haber».
Toda la nobleza castellana, incluida la que había formado parte de la facción encabezada por los infantes de Aragón salvo algunas excepciones, se puso del lado del rey y de su valido don Álvaro de Luna. Así el 30 de mayo de 1429 los nobles suscribieron en Palencia un documento de fidelidad y homenaje a Juan II y entre ellos se encontraban los maestres de las órdenes de Alcántara y de Calatrava, antiguos aliados del infante don Enrique.
Los reyes de Aragón y de Navarra nada más cruzar la frontera castellana con sus huestes —con el fin de evitar en los estados de Juan II «los grandes daños que sus Reynos resçibían y gran deservicio que a su persona real se seguía por causa de algunos que cerca dél estaban»— aceptaron la mediación de su hermana la reina María, casada con Juan II. Conscientes de su debilidad al haber pasado sus partidarios a apoyar al rey, aceptaron la promesa de don Álvaro de Luna obtenida por la reina de que las posesiones de los infantes de Aragón serían respetadas y de que el rey Juan II anularía la declaración de guerra para retirarse. Pero eso no detuvo las hostilidades. Las fuerzas castellanas atacaron varias fortificaciones fronterizas del reino de Aragón (Monreal, Cetina, Ariza) y del reino de Valencia (Canals, Játiva, y La Font de la Figuera), mientras que un ejército comandado por el conde de Benavente ocupaba las posesiones en Castilla La Nueva y Extremadura del infante don Enrique. Sólo resistió Alburquerque donde se habían hecho fuertes los infantes de Aragón don Enrique y don Pedro.
Conseguidas todas las posesiones de los infantes de Aragón en Castilla se procedió a su reparto el 17 de febrero de 1430 entre la alta nobleza castellana que había respaldado al rey, empezando por el propio don Álvaro de Luna que un mes y medio antes había obtenido en Cáceres el cargo de administrador perpetuo de la Orden de Santiago, lo que le convirtió en el hombre más poderoso de Castilla. La corona únicamente se quedó el señorío de Medina del Campo, la localidad donde se había hecho efectivo el reparto. Olmedo fue entregado a la reina María.
Mientras tanto los reyes de Aragón y Navarra habían intentado negociar una tregua por mediación del rey de Portugal poniendo como condición que el rey de Castilla se comprometiera a «no permitir que se hiciese alguna novedad en lo que tocava a las personas y bienes de la reina su madre, ni de los infantes, sus hermanos, ni de los que estaban con ellos, ni a sus tierras y vasallos». Como la respuesta que obtuvieron fue la consumación del reparto de las posesiones de los infantes de Aragón, decidieron entrar en Castilla con sus huestes, compuestas por unas 4.500 lanzas, para acudir en ayuda de los infantes don Enrique y don Pedro cuya situación en Extremadura era crítica, y ello a pesar de la negativa de las Cortes catalanas a conceder al rey Alfonso el Magnánimo el dinero necesario para sufragar la guerra. Al mismo tiempo enviaron una embajada al rey Juan II para conseguir una tregua si este se comprometía a devolver a los infantes y a la reina madre Leonor de Alburquerque las posesiones que se habían repartido los magnates castellanos en Medina del Campo. El rey Juan II recibió a los seis embajadores ―tres por el rey de Aragón y tres por el rey de Navarra― el 14 de junio de 1430 en Burgo de Osma en presencia del condestable don Álvaro de Luna, del arzobispo de Toledo y del conde de Benavente, y tras escucharlos nombró como sus representantes en las negociaciones a don Álvaro de Luna y al arzobispo de Santiago, Lope de Mendoza.

## El final de la guerra: las treguas de Majano
El acuerdo al que finalmente se llegó, denominado treguas de Majano, supuso una completa derrota de las pretensiones de los reyes de Aragón y de Navarra, pues no les serían devueltas sus posesiones a los infantes de Aragón ni percibirían una renta equivalente en metálico por las mismas, sino que solo se llegó al compromiso de que al finalizar la tregua que duraría cinco años ―período de tiempo durante el cual los infantes de Aragón no podrían entrar en Castilla― unos jueces resolverían las reclamaciones de los infantes. El rey Juan II se comprometía también a respetar «las tierras e vassallos» de estos pero solo los que en aquel momento estuvieran en su posesión: los castillos de Segura, Alburquerque, Alba de Tormes y algunos otros diseminados en la frontera de Extremadura y de Murcia. Estos términos tan duros fueron aceptados por los reyes de Aragón y de Navarra, debido a su inferioridad militar, y sus embajadores las firmaron en el lugar de Majano el 16 de julio de 1430. Como ha señalado Jaume Vicens Vives, «la tenacidad de don Álvaro se impuso a las demandas aragonesas por la misma causa que cinco años antes, en Torre de Arciel, Castilla había claudicado ante Aragón: por la superioridad del ejército que respaldaba las negociaciones de paz».
Los infantes don Enrique y don Pedro que todavía resistían en el castillo de Alburquerque se negaron a aceptar las treguas de Majano y durante los dos años siguientes siguieron combatiendo por Extremadura hasta que en julio de 1432 el comendador de Alcántara Gutierre de Sotomayor les traicionó y gracias a ello don Álvaro de Luna pudo apresar al infante don Pedro. Esto obligó al infante don Enrique a deponer las armas y a abandonar Castilla a cambio de la libertad de su hermano. Las condiciones impuestas a don Enrique fueron verdaderamente duras: debía entregar todas las fortalezas que detentaran sus partidarios y todos sus bienes fueron secuestrados. El infante don Pedro fue entregado al rey de Portugal, que había actuado como mediador, y los dos hermanos zarparon de Lisboa en 1432 rumbo a Valencia para después dirigirse a Italia, donde se encontraba el rey aragonés Alfonso el Magnánimo.